# Raul Bragança Neto
Raul Wagner da Conceição Bragança Neto (1946 - Tolosa de Llenguadoc, 16 d'abril de 2014) va ser un militar i polític africà, primer ministre de la República africana de Sao Tomé i Principe. Va exercir aquest càrrec des del 19 de novembre de 1996 fins al 5 de gener de 1999. Aleshores era tinent coronel en la reserva i antic cap d'estat major de les Forces Armades de São Tomé i Príncipe. Militava al Moviment per l'Alliberament de São Tomé i Príncipe/Partit Socialdemòcrata (MLSTP-PSD).